# Abdullah Al-Sudairy
Abdullah Al-Sudairy, né le 2 février 1992, est un footballeur international saoudien, évoluant au poste de gardien de but.

## Carrière
Al-Sudairy intègre l'équipe professionnelle de l'Al-Hilal en 2010. Après avoir disputé son premier match, il reste une année comme remplaçant avant d'être nommé titulaire en 2012.
Le 5 septembre 2013, dans le cadre d'un match amical face à la Nouvelle-Zélande, il remplace à la mi-temps Waleed Abdullah. Néanmoins, il ne peut empêcher la défaite de son pays après avoir encaissé un but de Chris Killen. Les Néo-Zélandais l'emportent 1-0.

## Palmarès
- Champion d'Arabie saoudite en 2011
- Vainqueur de la Coupe d'Arabie saoudite en 2013